# سپرلونجا
سپرلونجا (به ایتالیایی: Sperlonga) یک کومونه در ایتالیا است که در استان لاتینا واقع شده‌است. سپرلونجا ۱۸ کیلومتر مربع مساحت و ۳٬۳۵۳ نفر جمعیت دارد و ۵۵ متر بالاتر از سطح دریا واقع شده‌است.